# Rubus vermontanus
Rubus vermontanus är en rosväxtart som beskrevs av Blanchard. Rubus vermontanus ingår i släktet rubusar, och familjen rosväxter. Utöver nominatformen finns också underarten R. v. viridifolius.